# Kuppelkucker
kuppelkucker.de ist das Kinderportal des Deutschen Bundestages, das sich an Kinder im Alter zwischen fünf bis zwölf Jahren richtet. Die Internetseite informiert über die Arbeit des Deutschen Bundestages und der Abgeordneten. Ziel ist es, durch eine kindgerechte Aufbereitung das Verständnis von Kindern für parlamentarische Abläufe zu wecken und zu fördern.

## Geschichte
Das Kinderportal kuppelkucker.de ging erstmals im November 2007 als Ergänzung zum Jugendportal mitmischen.de des Deutschen Bundestages online. Zunächst wurden die Internetseiten im Comic-Stil für 8- bis 14-Jährige gestaltet. Es dominierten Bilder, Grafiken, Videos und spielerisch-interaktive Elemente. 
Im August 2011 wurde eine überarbeitete Version der Website veröffentlicht. Das neue Konzept richtete sich an eine etwas jüngere Altersgruppe im Alter zwischen fünf und zwölf Jahren. Damit reagierte der Deutsche Bundestag auf Kritik, wonach die Ursprungsseite für Kinder bis 14 Jahren als „zu kindlich“ wahrgenommen wurde. Neben der optischen Modernisierung der Seite wurden neue Funktionen wie Online-Spiele und Malvorlagen eingeführt. Als Leitfigur führt die Comicfigur „Karlchen Adler“ in Anlehnung an den Bundestagsadler die Kinder durch die Seite. 
Im Jahr 2023 erfolgte ein Relaunch und seit Juli 2023 ist die Seite grundlegend optisch und gestalterisch überarbeitet online. Auch die Navigation mittels Tastatur ist nun möglich. Die Website ist damit komplett barrierefrei.

## Inhalt
Das Kinderportal kuppelkucker.de bietet unter anderem folgende Inhalte:
- aktuelle Nachrichten aus dem Deutschen Bundestag
- Hintergrundinformationen zum Deutschen Bundestag
- ein parlamentarisches Lexikon
- parlamentarische Wissensspiele
- Videos und Podcasts zu parlamentarischen Themen
- Informationen zur Kinderkommission
- Informationsmaterial und Unterrichtsideen für Grundschulen und Eltern
- E-Mail-Newsletter
- eine Vorlesefunktion, die Kindern, die noch nicht selbst lesen können, die Nachrichten oder die Lexikon-Beiträge vorliest